# Mwigomba (periodiskt vattendrag)
Mwigomba är ett periodiskt vattendrag i Burundi.   Det ligger i provinsen Muyinga, i den norra delen av landet, 120 km nordost om huvudstaden Bujumbura.
Omgivningarna runt Mwigomba är en mosaik av jordbruksmark och naturlig växtlighet. Runt Mwigomba är det tätbefolkat, med 343 invånare per kvadratkilometer.